# Anto Popović
Anto Popović je hrvatski bosanskohercegovački bibličar i profesor Svetoga pisma na Franjevačkoj teologiji u Sarajevu u Nedžarićima.

## Djela
Napisao je djela:
- Biblijske teme: Egzogetsko-teološka analiza odabranih tekstova Starog i Novog zavjeta s dodatkom, 2004. (s Velimirom Blaževićem)
- Načela i metode za tumačenje Biblije Komentar Papina govora i dokumenta biblijske komisije "Tumačenje Biblije u Crkvi", 2005.
- Novozavjetno vrijeme: Povijesno - političko i religiozno - kulturno okruženje, 2007.
- Od slike Božje do Božjeg sinovstva: Povezanost Staroga i Novoga zavjeta na primjeru egzegetsko-teološke analize odabranih svetopisamskih tekstova, 2008.
- Isusova muka i smrt prema Markovu evanđelju - Egzegetsko-teološki komentar, 2009.
- Torah-Pentateuh-Petoknjižje. Uvod u knjige Petoknjižja i u pitanja nastanka Pentateuha Uvod u knjige Staroga zavjeta 1. Petoknjižje, 2012.
- Povijesne knjige: Uvod u knjige staroga zavjeta 2, 2015.
- Grčko-hrvatski rječnik Novoga zavjeta sa statistikom grčkih riječi, 2016.
- Mudrosne i poetske knjige Uvod u knjige Staroga zavjeta 3., 2020.